# Vila Verde
Pour les articles homonymes, voir Vila Verde (homonymie).
Vila Verde est une municipalité (en portugais : concelho ou município) du Portugal, située dans le district de Braga et la région Nord.

## Géographie

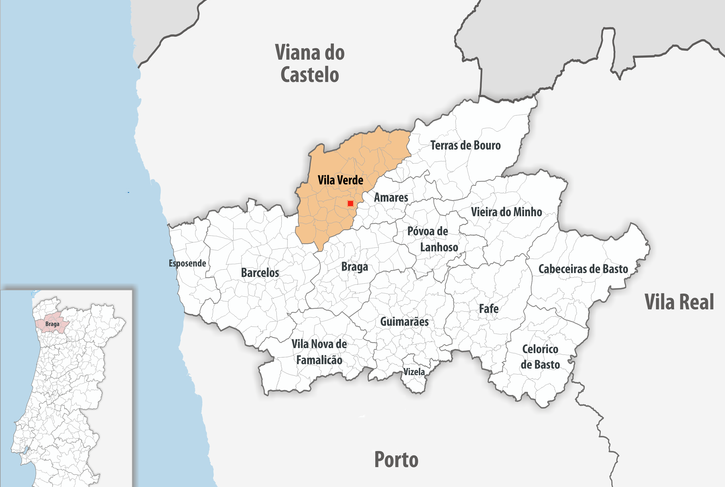

Vila Verde est limitrophe :
- au nord, de Ponte da Barca,
- à l'est, de Terras de Bouro,
- au sud-est, d'Amares,
- au sud, de Braga,
- à l'ouest, de Barcelos,
- au nord-ouest, de Ponte de Lima.

## Démographie
| 1864   | 1900   | 1930   | 1960   | 1981   | 1991   | 2001   | 2004   | 2011   |
| ------ | ------ | ------ | ------ | ------ | ------ | ------ | ------ | ------ |
| 31 442 | 32 053 | 36 990 | 42 256 | 44 432 | 44 056 | 46 579 | 48 122 | 47 888 |

| 2021   | - | - | - | - | - | - | - | - |
| ------ | - | - | - | - | - | - | - | - |
| 46 446 | - | - | - | - | - | - | - | - |

## Subdivisions
La municipalité de Vila Verde groupe 58 paroisses (freguesia, en portugais) :

Villes et villages de Vila Verde

- Aboim da Nóbrega
- Arcozelo
- Atães
- Atiães
- Azões
- Barbudo
- Barros
- Cabanelas
- Cervães
- Codeceda
- Coucieiro
- Covas
- Dossãos
- Duas Igrejas
- Esqueiros
- Freiriz
- Geme
- Goães
- Godinhaços
- Gomide
- Gondiães
- Gondomar
- Laje
- Lanhas
- Loureira
- Marrancos
- Mós
- Moure
- Nevogilde
- Oleiros
- Parada de Gatim
- Passó
- Pedregais
- Penascais
- Pico
- Pico de Regalados
- Ponte
- Portela das Cabras
- Rio Mau
- Sabariz
- Sande
- Santa Marinha de Oriz
- Carreiras Sao.Tiago
- São Mamede de Escariz
- São Martinho de Escariz
- São Martinho de Valbom
- Carreiras Sao.Miguel
- São Miguel de Oriz
- São Miguel do Prado
- São Pedro de Valbom
- Soutelo
- Travassós
- Turiz
- Valdreu
- Valões
- Vila de Prado
- Vila Verde
- Vilarinho

## Monuments

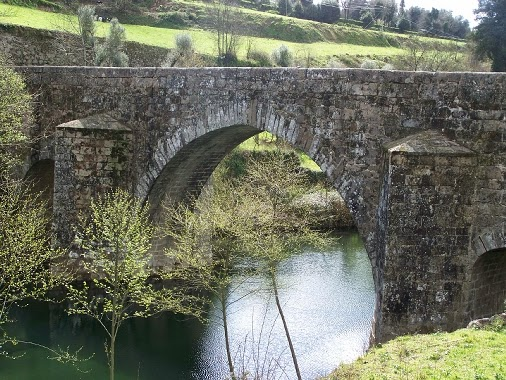
ponte de rodas, Ponte São Vicente

Parmi les monuments et lieux touristiques de Vila Verde, on peut citer:
- Tour de Penagate
- Ponte de Rodas, pont, art roman, classé monument national[2].
- Ponte de Prado, pont, classé monument national[3].

## Personnages historiques de Vila Verde
- Gonçalo Martins de Abreu, chevalier normand (d'Evreux), il reçut d'Alphonse Ier, des terres à Coucieiro. Il est le fondateur de la famille Abreu, dont le manoir se situe à Pico de Regalados.
- Gonçalo Viegas, chevalier et premier grand maître de l'Ordre d'Aviz, son père Egas Fafes avait sa résidence à Ponte São Vicente.
- João de Aboim (pt), né à Aboim da Nóbrega, chevalier, troubadour, homme d'État, proche du roi Alphonse III.

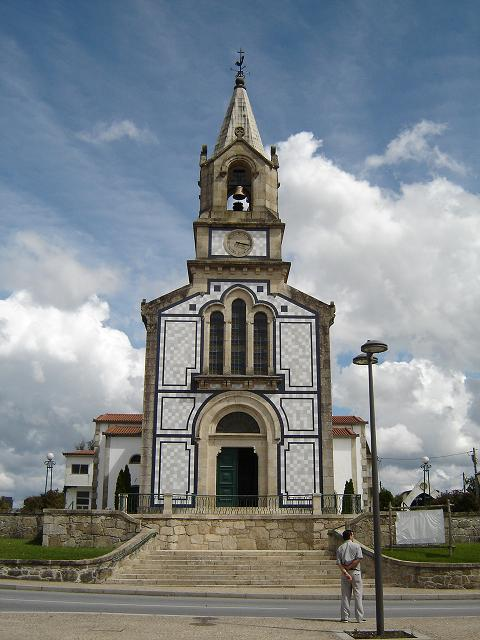
Église de Vila Verde
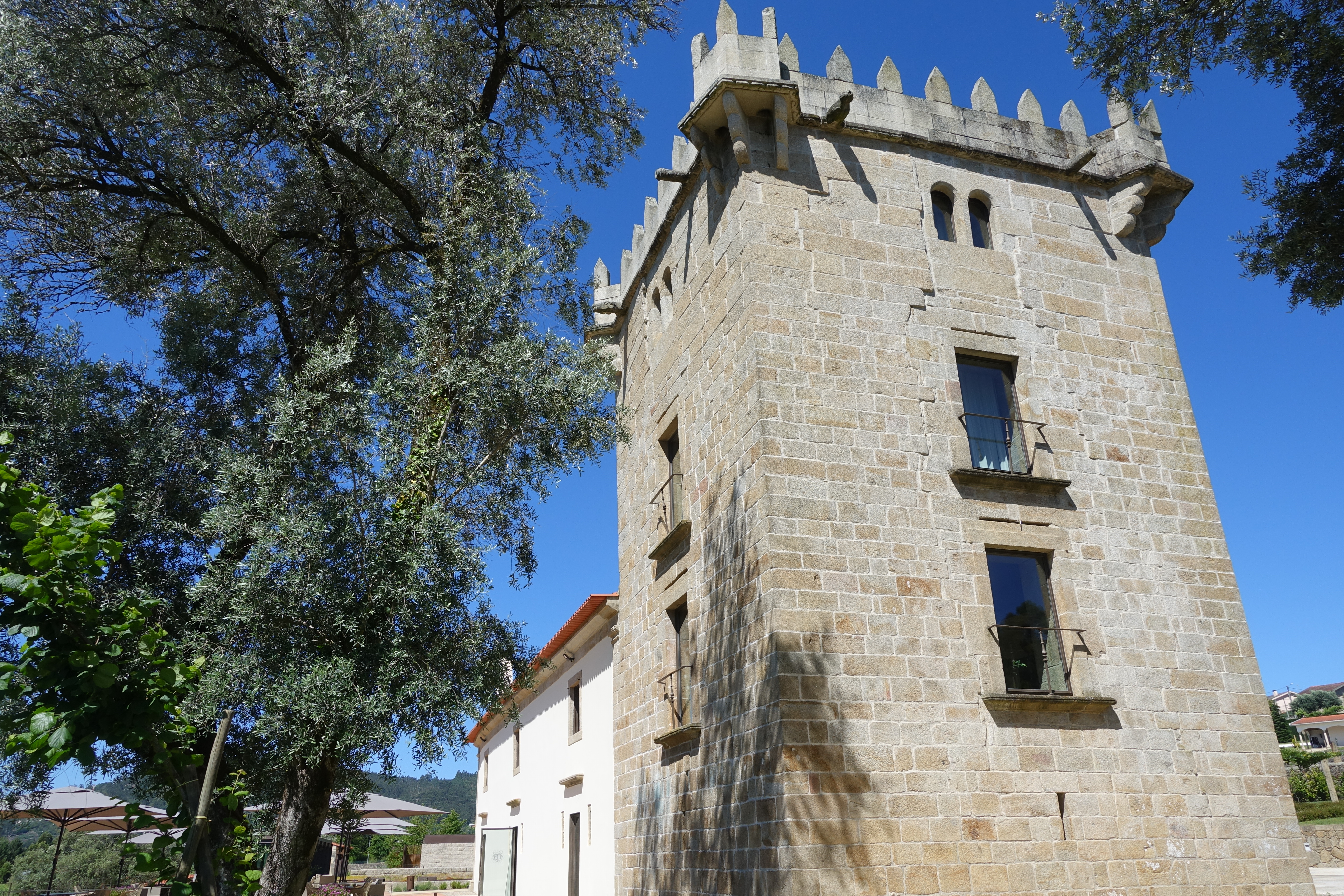
Tour et manoir de Gomariz
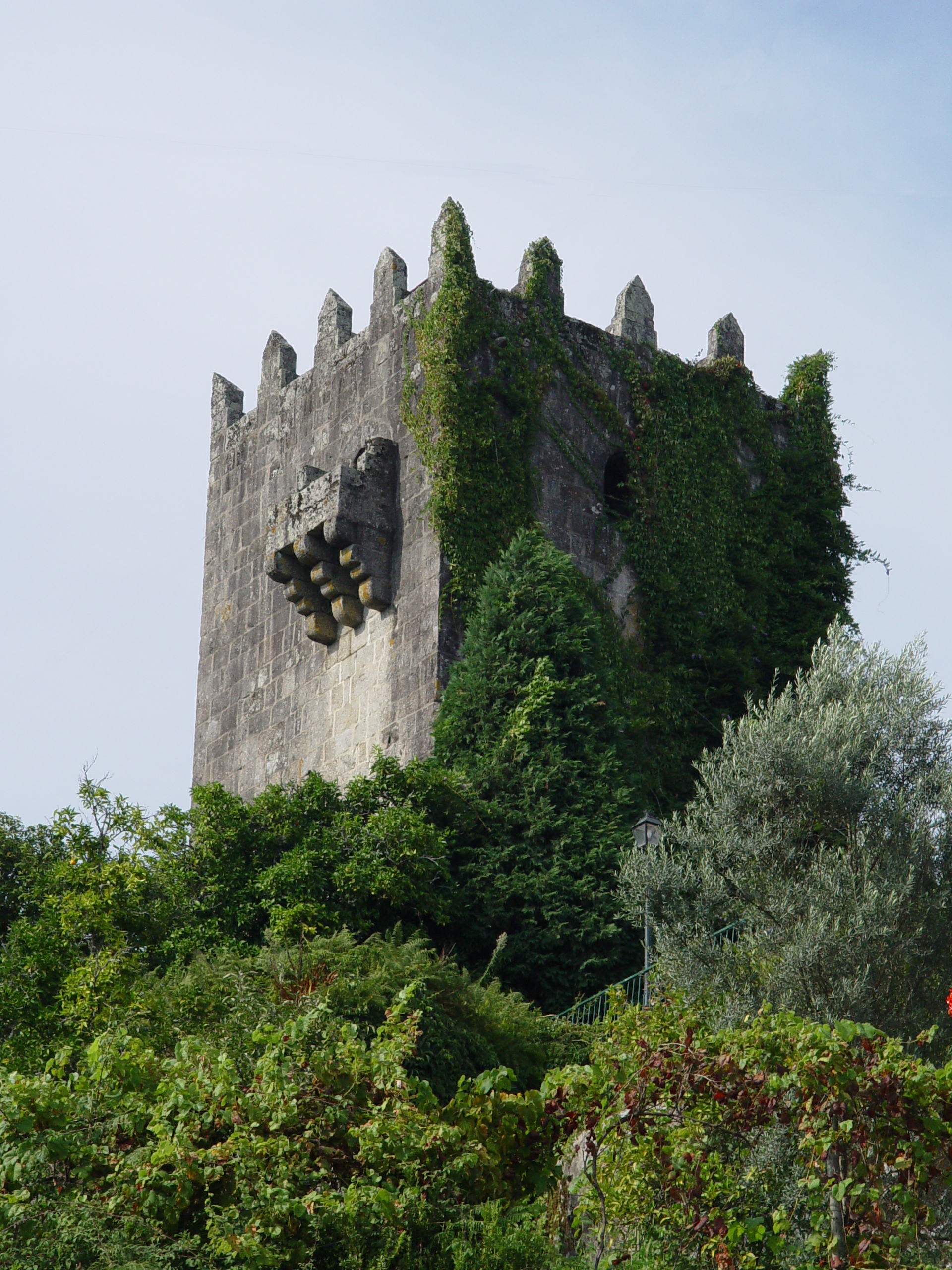
Tour de Penegate
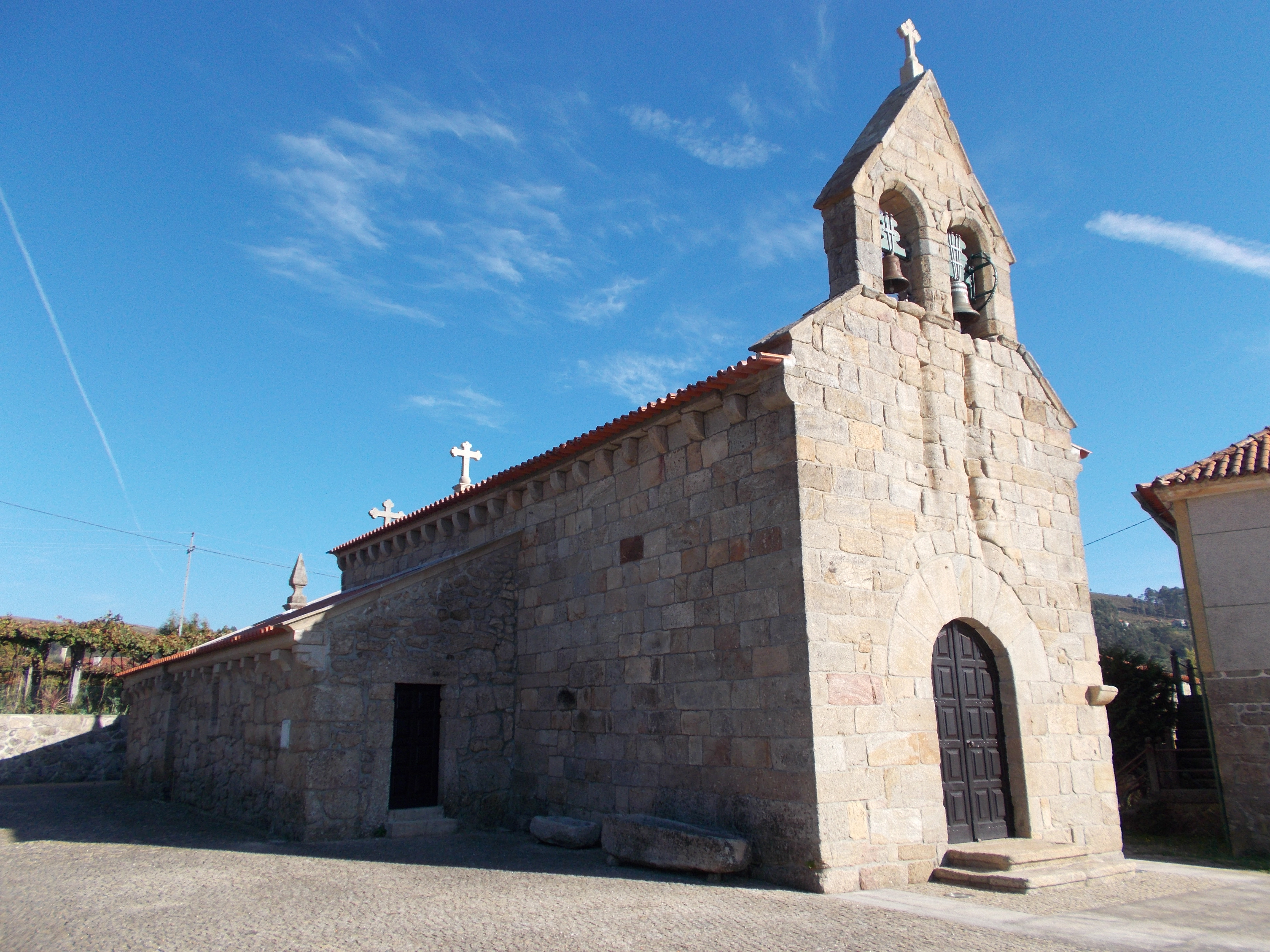
Église de Pedregais
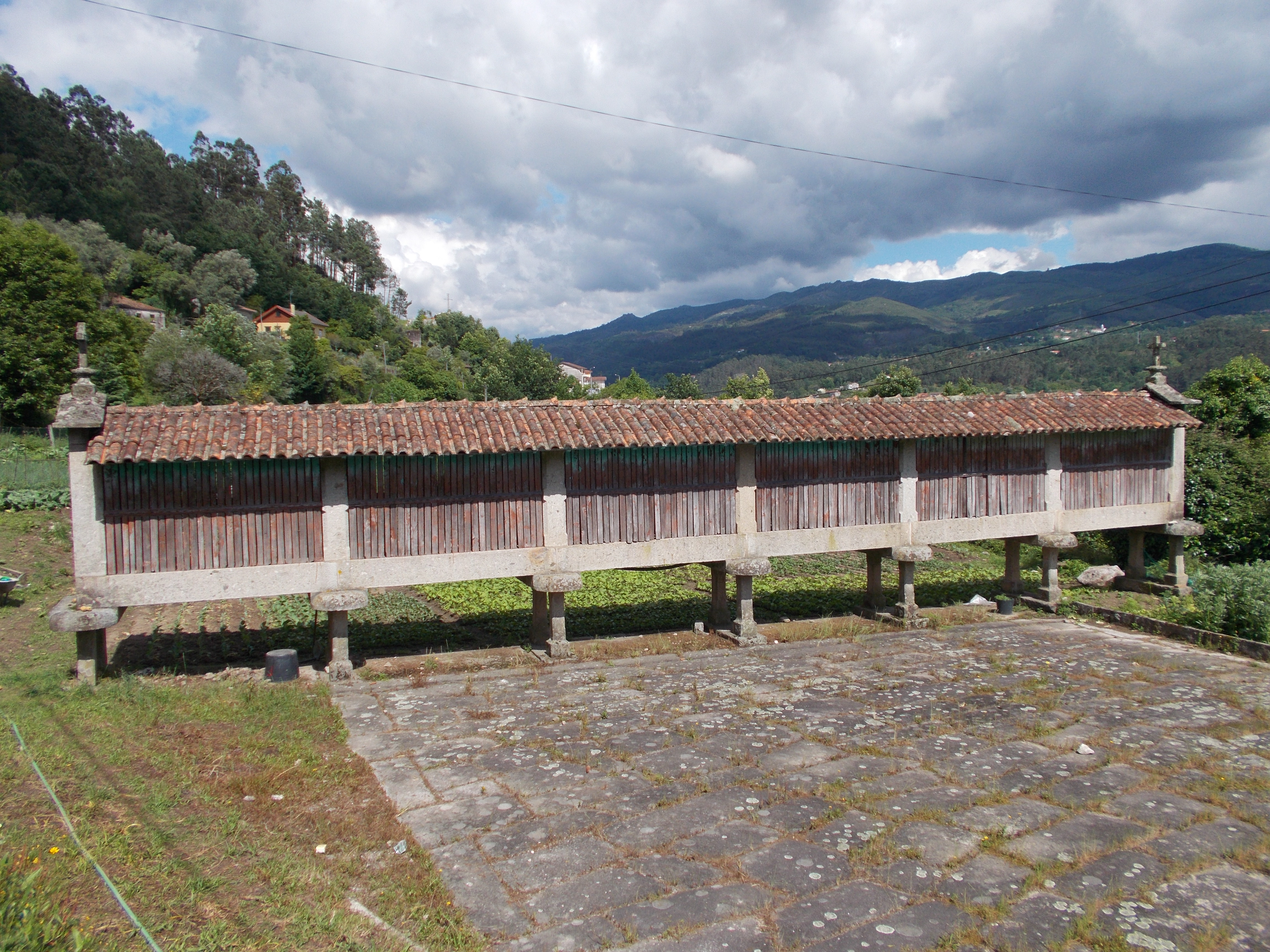
Espigueiro (grenier à grains) Valbom São Martinho